# Mi Plan
Mi Plan je první celošpanělské album kanadsko-portugalské zpěvačky a textařky Nelly Furtado a zároveň její čtvrté studiové album. Vyšlo 15. září roku 2009.

## Produkce
V prosinci 2008 vyšel v El Diario La Prensa článek o tom, že Furtado plánuje natáčení anglických a španělských písní pro své nové chystané album, o kterém se předpokládalo, že vyjde někdy během května až srpna. Na začátku března pak unikla na internet nahrávka písně "Gotta Know", o které se tvrdilo, že jí má na svědomí právě Furtado. Jako odpověď na tuto událost uveřejnila Furtado 4. března 2009 na svém MySpace vyjádření, že píseň není její a že právě nahrává dvě nová alba - jedno ve Španělštině a druhé v Portugalštině. V červnu 2009 pak ohlásila název nového alba Mi Plan a název prvního singlu "Manos al Aire".
Furtado mluvila o inspiraci, která stále za albem Mi Plan v interview s CNN: "There were so many inspirations. The language was the biggest inspiration. I've sang so much in Spanish in the past, and also Portuguese. I get a lot of joy in singing in Latin languages. It expresses the Latin side of me. [...] My parents were born in Portugal and they raised us in Canada. We grew up speaking Portuguese and then I learned Spanish at the age of 14. I love being a multicultural artist, I love being a global artist. [The album] is almost like a literal reflection of that this time in the fact that it's all in Spanish and it's a completely original project written from scratch. [...] It feels like a rebirth of sorts. It's almost like a parallel world where I get to reinvent myself again as an artist, but in a very whole kind of way. It's been a lot of fun.
("Bylo tady hodně podnětů. Největším byl asi jazyk. V minulosti jsem hodně zpívala španělsky a také portugalsky. Zpěv v latinskoamerických jazycích si vážně užívám. Vyjadřuje to tu latinskou stránku mého já. [...] Moji rodiče se narodili v Portugalsku a nás pak zatáhli do Kanady. Mluvili jsme Portugalsky, ale já se ve čtrnácti naučila Španělsky. Miluju, když můžu být multikulturní umělec, a miluju, když můžu být i světový umělec. Tohle album je skoro odrazem dnešní doby. Je celé ve Španělštině a napsané v rychlosti. [...] Je to takové znovuzrození. Je to skoro jako paralelní svět, kde znovu objevuji sama sebe jako umělce, ale v trochu celistvější verzi. Byla to vážně ohromná zábava.") 
Mluvila také o zpěvu v cizích jazycích: "When I express myself in Spanish or in Portuguese I feel very free. There are a lot of things you can say in a Spanish song that you can't say in an English song, especially from a feminine perspective. As a female, the moment you sing too passionately in English you are kind of labeled as an angry singer. In Spanish that doesn't happen. You can be dramatic as you want and it's accepted. So it's liberating." ("Když se vyjadřuji ve Španělštině nebo Portugalštině připadám si hrozně svobodná. Je spousta věcí, které můžete říct ve španělské písni, ale v anglické byste je neřekli, hlavně z ženského pohledu. Když jako žena zpíváte moc procítěně v angličtině lidé vás označení za naštvanou. Ve španělštině se vám to nestane. Můžete své písně dramatizovat jak chcete a lidé to budou akceptovat. Je to osvobozující.")"
Během interviewu s The Associated Press, Furtado řekla že: "This album Mi Plan is really a personal album. Basically the big theme is love. [...] My last three albums, I had songs that maybe explored certain aspects of love, but they’re not really direct love songs. On this album, the songs are a lot more simple." ("Tohle album je pro mě hodně osobní. Hlavním tématem je v něm láska. [...] Moje předešlá tři alba sice mluvila o lásce, ale nešlo o opravdové love songy. Na tomhle albu jsou písně mnohem jednodušší.") 
V Latinské Americe album podpořilo zpěvaččino turné Mi Plan Tour.

## Ohlas alba
Album bylo velice dobře přijato kritiky, obdrželo 71/100 bodů mezi profesionálními hudebními kritiky, citováno z Metacritic.
Billboard popsal album jako "straightforward songs that appeal to melodic sensibilities rather than rhythmic contraptions, the set is a mix of vulnerability and earnestness" ("přímočaré písně obracející se raději k jemné melodičnosti než chytrému rytmu, kombinují v sobě zranitelnost a upřímnost").
The Boston Globe řekl "Furtado bridges pop sensibilities with Latin music" ("Furtado spojila citlivý pop s latinskou hudbou").
Album bylo nominováno na cenu Latinské Grammy jako Nejlepší ženské pěvecké album roku 2010.

## Singly
- "Manos al Aire" je pilotní singl alba. Celosvětově vyšel do rádií 30. června 2009.
- "Más" je druhý singl z alba. Jako singl ke stažení se objevil 18. prosince 2009 v Německu.[7]
- "Bajo Otra Luz" je třetí singl z alba.[8] Pro rádia vyšel 4. května 2010,[9] ukázka videoklipu se objevil během třetího týdne v květnu a celý vyšel 1. června 2010.[10]

## Tracklist
| No. | Název                                                                   | Textař/i                                   | Producent/i                                         | Délka |
| --- | ----------------------------------------------------------------------- | ------------------------------------------ | --------------------------------------------------- | ----- |
| 1.  | "Manos al Aire"                                                         | Nelly Furtado, James Bryan, Alex Cuba      | Nelly Furtado, James Bryan                          | 3:29  |
| 2.  | "Más"                                                                   | Furtado, Lester Méndez, Andrés Recio       | Lester Mendez                                       | 3:31  |
| 3.  | "Mi Plan" (featuring Alex Cuba)                                         | Furtado, Bryan, Cuba                       | Nelly Furtado, James Bryan                          | 4:05  |
| 4.  | "Sueños" (featuring Alejandro Fernández)                                | Furtado, Bryan, Cuba                       | Nelly Furtado, James Bryan, Brian West              | 3:10  |
| 5.  | "Bajo Otra Luz" (featuring Julieta Venegas & La Mala Rodríguez)         | Julieta Venegas, Maria "La Mala" Rodríguez | Nelly Furtado, Julieta Venegas, The Demolition Crew | 4:19  |
| 6.  | "Vacación"                                                              | Furtado, Mendez, Venegas                   | Lester Mendez                                       | 3:43  |
| 7.  | "Suficiente Tiempo"                                                     | Furtado, Cuba                              | Salaam Remi                                         | 3:03  |
| 8.  | "Fuerte" (featuring Concha Buika)                                       | Furtado, Bryan, Cuba                       | Salaam Remi                                         | 3:24  |
| 9.  | "Silencio" (featuring Josh Groban)                                      | Furtado, Mendez, Julio Reyes Copello       | Lester Mendez                                       | 3:34  |
| 10. | "Como Lluvia" (featuring Juan Luis Guerra)                              | Furtado, Mendez, Juan Luis Guerra          | Lester Mendez                                       | 3:37  |
| 11. | "Feliz Cumpleaños" zahrnuje hidden track "Fantasmas" začínající v 5:11" | Furtado, Bryan, Cuba                       | Nelly Furtado, The Demolition Crew                  | 8:44  |

## Umístění v žebříčcích

### Hitparády
| Hitparády (2009)                | Nejvyšší pozice |
| ------------------------------- | --------------- |
| Austrian Albums Chart           | 6               |
| Belgian Flanders Albums Chart   | 27              |
| Belgian Wallonia Albums Chart   | 28              |
| Canadian Albums Chart           | 20              |
| Czech Albums Chart              | 5               |
| Dutch Albums Chart              | 30              |
| European Albums Chart           | 6               |
| French Albums Chart             | 41              |
| German Albums Chart             | 5               |
| Italian Albums Chart            | 10              |
| Mexican Albums Chart            | 11              |
| Polish Albums Chart             | 6               |
| Slovak Albums Chart             | 25              |
| Spanish Albums Chart            | 8               |
| Swiss Albums Chart              | 3               |
| U.S. Billboard 200              | 39              |
| U.S. Billboard Latin Pop Albums | 1               |
| U.S. Billboard Top Latin Albums | 1               |

### Prodejnost a ocenění
| Země (2009)   | Ocenění            | Prodaných kusů |
| ------------- | ------------------ | -------------- |
| Německo       | Zlatá deska        | 100,000+       |
| Polsko        | Zlatá deska        | 10,000+        |
| Spojené státy | Platinová deska    | 1,000,000+     |
| Švýcarsko     | Zlatá deska        | 15,000         |
| Země (2010)   | Ocenění            | Prodaných kusů |
| Chile         | 2x Platinová deska | 30,000+        |

|}